# Кастерно (Милано)
Кастерно је насеље у Италији у округу Милано, региону Ломбардија.
Према процени из 2011. у насељу је живело 876 становника. Насеље се налази на надморској висини од 123 м.